# 切爾沃內 (科瓦利夫卡市鎮)
50°0′53″N 29°56′52″E / 50.01472°N 29.94778°E
切爾沃內（烏克蘭語：Червоне）是位於烏克蘭北部的村莊，由基辅州白采爾克瓦區的科瓦利夫卡市鎮負責管轄。該村面積2.77平方公里，海拔高度190米，2001年人口522，人口密度每平方公里188.5人。